# Rouget du porc (maladie professionnelle)
Pour la maladie porcine, voir Rouget du porc.
 Mise en garde médicale
Cet article décrit les critères administratifs pour qu'une infection par le rouget du porc soit reconnue comme maladie professionnelle.
Ce sujet relève du domaine de la législation sur la protection sociale et a un caractère davantage  juridique que médical. Pour la description clinique de la maladie se reporter à l'article suivant :

## Législation enFrance

### Régime général
| Fiche Maladie professionnelle | Fiche Maladie professionnelle | Fiche Maladie professionnelle |
| Ce tableau définit les critères à prendre en compte pour qu'une infection par le rouget du porc soit prise en charge au titre de la maladie professionnelle | Ce tableau définit les critères à prendre en compte pour qu'une infection par le rouget du porc soit prise en charge au titre de la maladie professionnelle | Ce tableau définit les critères à prendre en compte pour qu'une infection par le rouget du porc soit prise en charge au titre de la maladie professionnelle                                                                       |
| Régime Général. Date de création : 7 mai 1988 | Régime Général. Date de création : 7 mai 1988 | Régime Général. Date de création : 7 mai 1988 |
| Tableau N° 88 RG | Tableau N° 88 RG | Tableau N° 88 RG |
| Rouget du porc (Erysipéloïde de Baker-Rosenbach) | Rouget du porc (Erysipéloïde de Baker-Rosenbach) | Rouget du porc (Erysipéloïde de Baker-Rosenbach) |
| --- | --- | --- |
| Désignation des Maladies | Délai de prise en charge | Liste indicative des principaux travaux susceptibles de provoquer ces maladies |
| Forme cutanée simple : placard érysipéloïde (en dehors des cas considérés comme accidents du travail).                                                      | 7 jours | Travaux exécutés dans les boucheries, charcuteries, triperies, boyauderies, abattoirs, ateliers d'équarrissage, volailleries, pêcheries, poissonneries, cuisines.                                                                 |
| Forme cutanée associée à une monoarthrite ou à une polyarthrite loco-régionale.                                                                             | 30 jours | Travaux exécutés dans les élevages d'ovins, de porcins, de volailles ou de gibiers. |
| Formes cutanées chroniques, à rechute. | 6 mois | Travaux de conditionnement, transport, entreposage, salaison, mise en conserve, réfrigération, congélation, surgélation de produits alimentaires d'origine animale.                                                               |
| Formes septicémiques : complications endocarditiques, intestinales.                                                                                         | 6 mois | Fabrication de gélatine, de colles à base d'os. Manipulation et traitement de suints, de cuirs verts. Travaux exécutés dans les parcs zoologiques. Travaux exécutés dans les laboratoires vétérinaires. Travaux de gardes-chasse. |
| Date de mise à jour : | | |

### Régime agricole
| Fiche Maladie professionnelle | Fiche Maladie professionnelle | Fiche Maladie professionnelle |
| Ce tableau définit les critères à prendre en compte pour qu'une infection par le rouget du porc soit prise en charge au titre de la maladie professionnelle | Ce tableau définit les critères à prendre en compte pour qu'une infection par le rouget du porc soit prise en charge au titre de la maladie professionnelle | Ce tableau définit les critères à prendre en compte pour qu'une infection par le rouget du porc soit prise en charge au titre de la maladie professionnelle                                                                       |
| Régime Agricolel. Date de création : 28 janvier 1988 | Régime Agricolel. Date de création : 28 janvier 1988 | Régime Agricolel. Date de création : 28 janvier 1988 |
| Tableau N° 51 RA | Tableau N° 51 RA | Tableau N° 51 RA |
| Rouget du porc (Erysipéloïde de Baker-Rosenbach) | Rouget du porc (Erysipéloïde de Baker-Rosenbach) | Rouget du porc (Erysipéloïde de Baker-Rosenbach) |
| --- | --- | --- |
| Désignation des Maladies | Délai de prise en charge | Liste indicative des principaux travaux susceptibles de provoquer ces maladies |
| Forme cutanée simple : placard érysipéloïde (en dehors des cas considérés comme accidents du travail).                                                      | 7 jours | Travaux exécutés dans les boucheries, charcuteries, triperies, boyauderies, abattoirs, ateliers d'équarrissage, volailleries, pêcheries, poissonneries, cuisines.                                                                 |
| Forme cutanée associée à une monoarthrite ou à une polyarthrite loco-régionale.                                                                             | 30 jours | Travaux exécutés dans les élevages d'ovins, de porcins, de volailles ou de gibiers. |
| Formes cutanées chroniques, à rechute. | 6 mois | Travaux de conditionnement, transport, entreposage, salaison, mise en conserve, réfrigération, congélation, surgélation de produits alimentaires d'origine animale.                                                               |
| Formes septicémiques : complications endocarditiques, intestinales.                                                                                         | 6 mois | Fabrication de gélatine, de colles à base d'os. Manipulation et traitement de suints, de cuirs verts. Travaux exécutés dans les parcs zoologiques. Travaux exécutés dans les laboratoires vétérinaires. Travaux de gardes-chasse. |
| Date de mise à jour : | | |

Le Rouget du porc est une zoonose transmise par les porcs, mais elle peut également l'être par les oiseaux, reptiles et même poissons. Elle est due à la bactérie Erysipelothrix rhusiopathiae. Cette maladie est considérée en France comme maladie professionnelle.

## Sources spécifiques
- (fr) Tableau N° 88 des maladies professionnelles du régime Général
- (fr) Tableau N° 51 des maladies professionnelles du régime Agricole

## Sources générales
- (fr) Tableaux du régime Général sur le site de l’AIMT
- (fr) Guide des maladies professionnelles sur le site de l’INRS